# Federação Espanhola de Hóquei no Gelo
A Federação Espanhola de Hóquei no Gelo é o órgão que dirige e controla o hóquei no gelo da Espanha, comandando as competições nacionais e a seleção nacional.